# Thrypticus inconspicuus
Thrypticus inconspicuus är en tvåvingeart som först beskrevs av Zetterstedt 1843.  Thrypticus inconspicuus ingår i släktet Thrypticus och familjen styltflugor. Inga underarter finns listade i Catalogue of Life.